# Rendvédelem
A közjogban a rendvédelem az állam fellépése a közrendre veszélyes cselekmények megakadályozására vagy megtörésére.  A kifejezés ilyen értelemben vett használatát az 1989-ben alapított Szemere Bertalan Magyar Rendvédelem-történeti Tudományos Társaság terjesztette el. A rendvédelem ezen álláspont szerint a rendészet egyik ágát képezi, s mint ilyen, a közigazgatás, a közigazgatási jog részének tekinthető, de a rendvédelem kifejezés jelentése, illetőleg értelmezése nem egységes.

## Fogalomalkotási megközelítések
A rendvédelmet és a hozzá kapcsolódó szakkifejezések némelyikét gyakran eltérően értelmezik, mivel az utóbbi évtizedek elméleti és gyakorlati ténykedése, annak ellenére, hogy történtek lépések, nem tudott teljes mértékben eljutni, sem a tudományos elfogadottságnak, sem a mindennapi használhatóságnak megfelelő, fogalom meghatározásokhoz.
Nincs tértől és időtől, azaz, az adott társadalom történelmi – társadalmi, politikai, gazdasági, kulturális – helyzetétől független rendvédelmi modell.
Ernyes Mihály a rendvédelem 1992 tavaszán történt definiálásakor a használt kifejezéseket illetően a Magyar Értelmező Kéziszótár szócikkeinek figyelemvételével járt el.
Meghatározása szerint „A rendvédelem szűkebben nem más, mint a mindenkor fennálló jogi, valamint közösségi szabályozás létének, az általuk kitűzött célok feltételeinek a biztosítása, illetőleg a biztosításukért folyó harc, meghatározott testületek által.” A rendvédelem a jog területéhez tartozik, és a közigazgatás kebelében tágabb, mint az egyes testületek, de szűkebb, mint a rendészet.
A szűkebb fogalom kibontása a meghatározott testületek konkrétumában jut el a bővebb definícióhoz, ami kevésbé definitív, alapvetően gyűjtőfogalom bizonyos súlyozó elemekkel. Az ország belső rendjéről van szó, melynek biztosítására, védelmére a karhatalommal történő kényszerítő fellépés is lehetőség. Az ország biztonságának oltalmazása azonban a honvédelem területére esik, mellyel kapcsolatban meg kell jegyezni, hogy a rendvédelem, bizonyos korokbeli kapcsolódása ellenére sem sorolandó a hadtudomány territóriumába. 

### Történeti kitekintésben
Történeti kitekintésben a rendvédelem bizonyos témaátfogó jelentést takar, a kutatás tárgyát öleli fel, amit a rendvédelem-történet tudományos művelői töltenek meg tartalommal, amely mögött döntően tevékenységi és szervi megközelítés húzódik, bizonyos súlyozással. A Szemere Társaság szerint a meghatározott testületek körét, alapvetően a csendőrség, a határőrség, a rendőrség, a pénzügyőrség, a testőrség, és a büntetés-végrehajtási őrség jelenti. E fegyveres testületek azok, amelyek a polgári korban az ország belső rendjének védelmére akár kényszerítő erő – jelen körben karhatalom – alkalmazásával is hivatottak voltak.

### Jogterületi vonatkozásban
Jogterületi vonatkozásban a rendvédelem egy besorolási mód is, melynek belső tartalma változó, oly formában, hogy testületek kerülnek be illetőleg ki a vizsgálódás, a szabályozás köréből. E tekintetben napjaink irányát a tételes jog rendelkezései mutatják meg. Magyarországon, jogszabályi szinten a honvédelmi törvény rögzítette először a rendvédelmi szervek körét; rendőrség, polgári nemzetbiztonsági szolgálatok, büntetés-végrehajtási testület, Nemzeti Adó-és Vámhivatal, katasztrófavédelem. A rendőrségről szóló törvény viszont nem említi a polgári nemzetbiztonsági szolgálatokat, de beemelte a határőrséget. Az államtitokról és a szolgálati titokról szóló törvény szerint rendvédelmi szerv: a rendőrség, a polgári nemzetbiztonsági szolgálat, a büntetés-végrehajtási testület, a Nemzeti Adó-és Vámhivatal, és a katasztrófavédelem. A büntetés-végrehajtási szervezetről valamint a nemzetbiztonsági szolgálatokról és a polgári védelemről szóló törvények egyaránt az értelmező rendelkezéseikben határozzák meg a rendvédelmi szerveket. A Magyar Köztársaság Alkotmányáról szóló 1949. évi XX. törvény VIII. fejezete „A Magyar Honvédség és a rendvédelmi szervek” címet viseli. A 2012. január 1-jén hatályba lépő Alaptörvény a rendvédelem kifejezést nem említi. A felsorolt jogszabályok az érintett egyes szervek fogalmának meghatározására törekednek ugyan, de mindezek mellett, vagy ellenére sem ragadható meg a rendvédelem hatályos jog által tartalmi megjelölést nyújtó meghatározása, csak a besorolás.
Petrétei József az alkotmányos szabályozás nyomán fejtette ki, hogy a rendvédelmi szervek  fontos szerepet játszanak az állam által teljesítendő feladatok végrehajtásában s különböző kényszerítő eszközöket is alkalmazhatnak. Közülük mind a tevékenységet, mind a testületet illetően kiemelkedő a rendőrség. A rendvédelmi szervek esetében is olyan feltételek és garanciák szükségesek, mint a végrehajtó hatalom, ezen belül a közigazgatás működésének esetében.
A rendvédelmi jogot a rendvédelmi szervekre vonatkozó jogszabályok összessége alkotja, alkothatja.
Mezey Barna már a XXI. században juttatta kifejezésre, hogy a rendvédelem a rendészet keretein belül, annak egyik elkülönült funkciójaként működik. A rendvédelem nem más, mint „a rend megóvása a támadásoktól, erőszakos cselekményektől, veszélyektől.”
A rendvédelem kifejezés meghonosításában és tartalommal való kitöltésében oroszlánrészt vállalt a Szemere Bertalan Magyar Rendvédelem-történeti Tudományos Társaság elnöke Parádi József. Álláspontja szerint a terminológia elfogadottá vált a magyar jogalkotásban és a köznyelvben egyaránt, amit alátámasztanak az utóbbi két évtizedben hozott jogszabályok és a kommunikáció különböző szintjein történő megjelenítés. A kifejezés alkalmazását különböző bírálatok és észrevételek is kísérték.

### A hadtudomány közeléből
Opál Sándor a hadtudomány és a rendvédelem kérdéskörét boncolgató írásában fogalmazta meg, hogy „Az egyszerűség kedvéért nevezem rendvédelemnek mindazokat a tevékenységi formákat, amelyek az ország törvényekkel szabályozott alkotmányos belső rendjének fenntartására és folyamatos biztosítására irányulnak. A rendvédelem nem szűkíthető le sem a rendőrség, sem más rendészeti feladatokat ellátó szervezet munkájára. Egy ilyen új alapfogalom bevezetése még sokrétű tudományos vizsgálódást igényel”
Zachar József szerint a rendvédelmi szervek „Azok a katonailag szervezett, de nem a haderő kötelékébe tartozó fegyveres csapattestek, amelyek megbízatása a közbiztonság, a közrend és köznyugalom fenntartása, és amelyek feladatköre állambiztonsági, politikai, bűnügyi, igazgatásrendészeti területre terjed ki. Ebből következően a rendvédelmi testületek az adott állami berendezkedés működőképességét garantálni hivatott belső erőszakszervezet végrehajtó szervei és természetszerűleg a politikai végrehajtó hatalmat gyakorló kormányzat irányzatának megfelelően kerülnek megszervezésre, továbbá mindenkor annak irányítása alatt állnak.” A szerző, az általa a későbbiekben többször érintett, körbejárt fogalomban a tevékenységi és strukturális megközelítés mellett törekedett egyéb jellemzők kidomborítására is. Később az államvédelem fogalmának beemelésével, majd azt honvédelemre és rendvédelemre osztva jutott el a definiálásához, mely alapján a rendvédelem „az államrend belső támadással szembeni megvédésével kapcsolatos elvek, szervezetek, tevékenységek és a mindezeket meghatározó tényezők összessége.”

### További megközelítések
Beregnyei József a rendvédelem egy lehetséges meghatározását a következőkben rögzítette „Az ország belső rendje, gazdasági, állambiztonsági jellegű titkainak, érdekeinek leginkább belső – kis részben külső – személyekkel, szervekkel szembeni védelme.” Hozzáfűzte, hogy „Központi célfogalma szerintem a rend. A rend megvédése arra vonatkozó képesség, hogy a jogellenes emberi magatartásokból, megnyilvánulásokból származó veszélyek idejében felismerhetőek és elháríthatóak legyenek.”
Bernáth Mihály a 2003-ban készült Polgárőr Kézikönyvben rögzítette, hogy „A rendvédelmi testületek mindazon szervek, amelyek az ország belső rendjének (a közrendnek) fenntartására akár kényszerítő erő alkalmazásával is hivatottak.” Álláspontja szerint a rendvédelmi testületek jellemzői lehetővé teszik elhatárolásukat más szervektől és szervezetektől, így
- a hadsereg (honvédség) keretébe tartozó fegyveres szervezetektől, mivel ezek tevékenységének célja nem a belső rend biztosítása, hanem az ország oltalmazása a külső támadásokkal szemben;
- az egyéb rendészeti funkciót ellátó hatóságoktól, amelyek bár ugyancsak a közrendet vigyázzák, de elkülöníti őket a szoros értelemben vett kényszerítő erő (a karhatalom, a fegyveres kényszerintézkedés) lehetőségének hiánya;
- a közvetetten szintén a rendet és a biztonságot szolgáló, de a „köz” fogalmától mégis távolabb álló fegyveres szervezetektől (pl. fegyveres biztonsági őrség, mezőgazdasági őrszolgálatok, őrző-védő vállalkozások, stb.). Ők ugyanis nem az állam képében jelennek meg, a lakosság általános biztonságát nem állami úton szolgáló tevékenységet végeznek.[25]

Teke András „Az integráció, az integrált rendvédelem és az integrált biztonság” című előadásában a következőképen fogalmazott: „A rendvédelem az államnak, a közigazgatási szerveknek, hatóságoknak, állampolgári szerveződéseknek, azok tagjainak az általános rendfenntartással, az általános biztonság, nyugalom, közrend fenntartásával, a szellemi és anyagi környezet megóvásával összefüggő olyan tevékenysége, amely közvetve vagy közvetlenül kihat a társadalmi lét minden, a biztonságon alapuló területére, a közösségi érdekérvényesítésre.”
Az Eötvös József Főiskola „Bűn- és baleset megelőzés” kurzusa, Husti János és Szabó Ferenc által jegyzett oktatási segédletében a következő meghatározás olvasható: „A rendvédelem szűkebb értelemben nem más, mint meghatározott állami szervek által végzett állami tevékenység, amely a közrend és a közbiztonság fenntartására (védelmére), megzavarásának megelőzésére, a közvetlenül zavaró magatartás megszakítására és a megzavart rend helyreállítására irányul. Ezek az állami szervezetek a rendvédelmi szervezetek, melyeket két nagy csoportba sorol. Nevezetesen belügyi rendészeti szervekre: rendőrség, határőrség, katasztrófa- tűz-és polgári védelem, valamint egyéb rendészeti szervekre: polgári nemzetbiztonsági szolgálatok, vám és pénzügyőrség, büntetés-végrehajtási szervezet, egyéb rendészeti szervek.”
Kökényesi József 2010 nyarán készült „Az önkormányzati rendészet a magyar közigazgatásban” című vitairatában meghatározását axiómaként használja: 
„A rendvédelem a végrehajtó hatalom részét alkotó, egységes központi irányítás alatt működő speciális közigazgatási szervek (rendőrség, adórendőrség, pénzügyőrség, határőrség) feladatrendszeréhez kapcsolódó különös közigazgatási hatáskörök gyakorlásának rendszere, amelynek központi elemei a közvetlen, legitim fizikai kényszer alkalmazásának és az azonnali intézkedés („jelenléti” határozat) megtételének joga, illetve a nyomozati (bűnfelderítési) jogkör. A rendvédelem szervezete – jogszabályi felhatalmazás alapján – célszerűségi, gazdaságossági, szakmai módszertani okok következtében ellát közigazgatási rendészeti feladatokat.”
A Magyar Rendészettudományi Társaság honlapján, 2008-ban megfogalmazott szakmai szócikkek gyűjteményében a rendvédelem alatt található:
(1) A rendvédelmi szerveknek a közrend-közbiztonság védelme fenntartása céljából folytatott tevékenységeinek összessége.
(2) Az állam közigazgatási belső védelmi ágazataihoz tartozó rendvédelmi és nemzetbiztonsági szervek minden olyan céltudatos tevékenysége, mely az ország jogszabályokkal határolt, alkotmányos belső rendjét biztosítja. 
(3) A közigazgatási szerveknek, hatóságoknak, a gazdaság szereplőinek, az állampolgári szerveződéseknek, azok tagjainak az általános rendfenntartással, az általános biztonság, nyugalom, közrend fenntartásával, a szellemi és anyagi környezet megóvásával összefüggő olyan tevékenysége, amely közvetve, vagy közvetlenül kihat a társadalmi lét minden, a biztonságon alapuló területére, a közösségi érdekérvényesítésre.
A rendvédelem tárgya: az ország jogszabályok által meghatározott belső rendje, az általános nyugalom, biztonság, közrend, szellemi és anyagi környezet, a közösségi és magánjavak, értékek és érdekeltségek védelme.
A rendvédelem alanya(i): az állam, a rendvédelmi tevékenység szereplői, az államigazgatási és közszolgálati szervek, hatóságok, intézmények, a biztonsági vállalkozások és köztestületek, a civil kezdeményezésre létrejött szerveződések, ezek tagjai, a közbiztonságot védő állampolgárok.
Rendvédelmi szervek alatt pedig:
(1) Az állam közigazgatási, belső védelmi ágazatihoz, de eltérő tárcákhoz tartozó, alkotmányos belső rendet szolgáló tevékenységet rendeltetésszerűen végző szervek (Rendőrség, Katasztrófavédelem, Vám- és Pénzügyőrség, a büntetés-végrehajtási szervek, Nemzetbiztonsági Szolgálatok) összefoglaló megnevezése. 
(2) A biztonságszolgáltatást végző, jogszabályban nevesített, rendvédelmi tevékenységet rendeltetésszerűen végző szervek összefoglaló megnevezése.
A sulinet.hu-n rögzítettek szerint: „Rendvédelem a közigazgatási, továbbá a belső védelmi ágazatokhoz tartozó szervek minden olyan tevékenysége, amely az ország alkotmányos rendjét biztosítja.”
A világháló mindenki lapján rendvédelmi ismeretek alatt került megfogalmazásra, hogy „a rendvédelem a rendészettel szinonim fogalomként is előfordul, sőt a jogi szabályozás sem egységes, mert a jogszabályok eltérően sorolnak be azonos szerveket rendvédelmi kategóriába.”
A közreadottak szerint a rendvédelem fogalmába tartoznak:
- államrend védelme,
- állampolgárok élet- és vagyonbiztonságának megóvása,
- katasztrófa-elhárítás,
- közrendvédelem,
- közbiztonság fenntartása a legális erőszak alkalmazásának lehetőségével, jogszerű igénybevételével.

A szervi felosztás a következőképen történt:
Fegyveres rendvédelmi szervek:
1. rendőrség
2. büntetés-végrehajtási szervezet

Egyéb rendvédelmi szervek: 
1. katasztrófavédelem
2. polgári nemzetbiztonsági szolgálatok (Információs Hivatal, Alkotmányvédelmi Hivatal, Nemzetbiztonsági Szakszolgálat),
3. Nemzeti Adó-és Vámhivatal (pénzügyőri állománya),
4. más közigazgatási ágazatok rendészeti feladatokat ellátó szervei (pl. felügyeletek).[28]

## Rendvédelmi szervek
A rendvédelmi szerv a magyar jog szerint olyan gyűjtőfogalom, amelyet a Rendőrségről szóló törvény  határoz meg. 
- rendőrség
- hivatásos katasztrófavédelmi szerv
- büntetés-végrehajtási szervezet
- polgári nemzetbiztonsági szolgálatok

Ezektől a szervektől megkülönböztetik azokat a szerveket, amelyeknek ugyan más a fő feladatuk, ám ellátnak – egyebek mellett – rendvédelmi/rendészeti feladatokat is. Ilyenek:  
- Országgyűlési Őrség
- Nemzeti Adó- és Vámhivatal
- Országos Idegenrendészeti Főigazgatóság